# Voorsterpoort (kantorenpark)
Voorsterpoort is een kantorenpark in Zwolle dat is gelegen aan de A28 ter hoogte van het verkeersplein Zwolle-Zuid.

## Omschrijving
Voorsterpoort bestaat uit grote en hoge kantoorgebouwen, waaronder zich de bijna honderd meter hoge IJsseltoren (van 2006) bevindt, die afdelingen van ABN AMRO, Delta Lloyd en Essent huisvest. Sinds september 2010 is daarnaast in een nieuw gebouw ook het Nederlandse hoofdkantoor van GDF Suez/Electrabel gevestigd.

## Ligging
Het kantorenpark overlapt met bedrijventerrein Voorst-B en wordt begrensd door de A28, de Westenholterallee, de Blaloweg en de spoorlijn Zwolle-Kampen, het Kamperlijntje. De ontsluitingsweg heet Grote Voort en het is bereikbaar met een spitsbuslijn voor forensen vanaf treinstation Zwolle.

## Herkomst naam
De oude naam van het gebied is Spoolderwerk dat verwijst naar de nabijgelegen buurtschap Spoolde.